# Club de Futbol Reus Deportiu “B”
Club de Futbol Reus Deportiu "B" era un equipo de fútbol español localizado en Cambrils, Tarragona. Fundado en 1960 como Futbol Club Cambrils, era el equipo filial del CF Reus Deportiu. Jugaban los partidos como local en el Camp Municipal de Cambrils.

## Historia
Fundado en 1960 como FC Cambrils, el club fue incorporado en la estructura del CF Reus Deportiu en 2016, siendo rebautizado como CF Reus Deportiu B. En su primera temporada después del cambio, el club consiguió el ascenso directo a Tercera División después de acabar segundo en la Primera Catalana.
El 20 de octubre de 2020, después de la desaparición del primer equipo, el Reus B fue disuelto.

### Club
- Futbol Club Cambrils (1960–2016)
- Club de Futbol Reus Deportiu B (2016–2020)

## Temporadas
- FC Cambrils

| Temporada | Categoría | División   | Posición | Copa del Rey |
| --------- | --------- | ---------- | -------- | ------------ |
| 1970/71   | 6         | 2ª Reg.    | 17.°     |              |
| 1971/72   | 6         | 2ª Reg.    | 9.°      |              |
| 1972/73   | 6         | 2ª Reg.    | 3.°      |              |
| 1973/74   | 6         | 2ª Reg.    | 12.°     |              |
| 1974/75   | 6         | 2ª Reg.    | 4.°      |              |
| 1975/76   | 6         | 2ª Reg.    | —        |              |
| 1976/77   | 6         | 2ª Reg.    | 7.°      |              |
| 1977/78   | 7         | 2ª Reg.    | 2.°      |              |
| 1978/79   | 6         | 1ª Reg.    | 1.°      |              |
| 1979/80   | 5         | Reg. Pref. | 10.°     |              |
| 1980/81   | 5         | Reg. Pref. | 16.°     |              |
| 1981/82   | 5         | Reg. Pref. | 15.°     |              |
| 1982/83   | 5         | Reg. Pref. | 10.°     |              |
| 1983/84   | 5         | Reg. Pref. | 16.°     |              |
| 1984/85   | 5         | Reg. Pref. | 18.°     |              |
| 1985/86   | 6         | 1ª Reg.    | 7.°      |              |
| 1986/87   | 6         | 1ª Reg.    | 10.°     |              |
| 1987/88   | 5         | Reg. Pref. | 17.°     |              |
| 1988/89   | 6         | 1ª Reg.    | 3.°      |              |
| 1989/90   | 6         | 1ª Reg.    | 5.°      |              |

| Temporada | Categoría | División | Posición | Copa del Rey |
| --------- | --------- | -------- | -------- | ------------ |
| 1990/91   | 6         | 1ª Reg.  | 18.°     |              |
| 1991/92   | 8         | 2ª Reg.  | 6.°      |              |
| 1992/93   | 8         | 2ª Reg.  | 2.°      |              |
| 1993/94   | 7         | 1ª Reg.  | 11.°     |              |
| 1994/95   | 7         | 1ª Reg.  | 16.°     |              |
| 1995/96   | 7         | 1ª Reg.  | 6.°      |              |
| 1996/97   | 7         | 1ª Reg.  | 1.°      |              |
| 1997/98   | 6         | Pref.    | 8.°      |              |
| 1998/99   | 6         | Pref.    | 11.°     |              |
| 1999/00   | 6         | Pref.    | 6.°      |              |
| 2000/01   | 6         | Pref.    | 17.°     |              |
| 2001/02   | 7         | 1ª Reg.  | 4.°      |              |
| 2002/03   | 7         | 1ª Reg.  | 1.°      |              |
| 2003/04   | 6         | Pref.    | 10.°     |              |
| 2004/05   | 6         | Pref.    | 8.°      |              |
| 2005/06   | 6         | Pref.    | 8.°      |              |
| 2006/07   | 6         | Pref.    | 11.°     |              |
| 2007/08   | 6         | Pref.    | 14.°     |              |
| 2008/09   | 6         | Pref.    | 9.°      |              |
| 2009/10   | 6         | Pref.    | 15.°     |              |

| Temporada | Categoría | División | Posición | Copa del Rey |
| --------- | --------- | -------- | -------- | ------------ |
| 2010/11   | 7         | 1ª Reg.  | 7.°      |              |
| 2011/12   | 6         | 2ª Cat.  | 12.°     |              |
| 2012/13   | 6         | 2ª Cat.  | 9.°      |              |
| 2013/14   | 6         | 2ª Cat.  | 14.°     |              |
| 2014/15   | 6         | 2ª Cat.  | 6.°      |              |
| 2015/16   | 6         | 2ª Cat.  | 1.°      |              |

- CF Reus Deportiu B

| Temporada | Categoría | División | Posición |
| --------- | --------- | -------- | -------- |
| 2016/17   | 5         | 1ª Cat.  | 2.°      |
| 2017/18   | 4         | 3ª       | 14.°     |
| 2018/19   | 4         | 3ª       | 7.°      |
| 2019/20   | 5         | 1ª Cat.  | R        |

- 2 temporadas en Tercera División